# Marketing viral
La mercadotecnia viral o marketing viral emplea técnicas de mercadotecnia para intentar explotar redes sociales y otros medios electrónicos tratando de producir incrementos exponenciales en reconocimiento de marca, mediante procesos de autorreplicación masiva, análogos a la expansión de un virus. Se suele basar en el boca a boca mediante medios electrónicos; usa el efecto de red social creado por internet y los modernos servicios de telefonía móvil para llegar a una gran cantidad de personas rápidamente.

## Terminología
La actividad de los usuarios en los medios sociales permite conocer aspectos del comportamiento de los consumidores que, hasta ahora, no habían podido ser observados ni medidos de forma tan directa. Esta información resulta de gran valor para las marcas, ya que permite que los responsables de su gestión posean nuevos y diferentes criterios para tomar decisiones en sus estrategias, tanto en la comunicación en su entorno en línea, como en las decisiones que afecten al resto de niveles de la gestión de su negocio.
También se usa el término «marketing viral» para describir campañas de marketing encubierto basadas en internet, incluyendo el uso de blogs, de sitios aparentemente amateurs, y de otras formas de astroturfing diseñadas para crear el boca a boca para un nuevo producto o servicio. Frecuentemente, el objetivo de las campañas de marketing viral es generar cobertura mediática mediante historias inusuales, por un valor muy superior al presupuesto para publicidad de la compañía anunciante.
El término publicidad viral se refiere a la idea de que la gente se pasará y compartirá contenidos divertidos e interesantes. Esta técnica a menudo está patrocinada por una marca, que busca generar conocimiento de un producto o servicio. Los anuncios virales toman a menudo la forma de divertidos videoclips o juegos Flash interactivos, imágenes, e incluso textos.
El marketing viral, como medio de comunicación, permite que los usuarios estrechen relaciones y conversen entre ellos. Así mismo, los usuarios comparten opiniones sobre marcas, comentan sus experiencias con los productos y expresan sus preferencias de consumo; mediante redes sociales se puede acelerar el proceso de difusión de novedades, se logra mayor visibilidad, se posibilita el intercambio de ideas y experiencias sobre una marca y se gana en interacción con los consumidores. También alertan al resto de los consumidores sobre posibles insatisfacciones con el uso de algún servicio y dan a conocer los pros y contras de una elección de compra. Con esto se contribuye directamente a la creación de la reputación de un producto, una marca, un servicio o una organización entre sus consumidores.
La popularidad creciente del marketing viral se debe a la facilidad de ejecución de la campaña, su coste relativamente bajo, (comparado con campañas de correo directo), buen público objetivo, y una tasa de respuesta alta y elevada. La principal ventaja de esta forma de marketing consiste en su capacidad de conseguir una gran cantidad de posibles clientes interesados, a un bajo costo.
Por lo anterior, se puede afirmar que las relaciones con los usuarios se convierten en un componente mucho más importante para los negocios y las marcas que los precios bajos o las promociones llamativas. Para el marketing de relaciones los usuarios son el activo más importante de la organización. Esto resulta interesante desde el punto de vista de la investigación de mercados, ya que el conocimiento del consumidor, de forma directa, facilita la definición del público objetivo hacia el que se destinan las acciones de mercadotecnia, así como la forma de dirigirse a él. Igualmente, propicia información relevante para el diseño de productos, acciones promocionales y estrategias de comunicación.
La tarea más difícil para cualquier compañía consiste en adquirir y retener una gran base de clientes. Mediante el uso de Internet y los efectos de la publicidad por correo electrónico, los esfuerzos de comunicación negocio a consumidor (B2C) consiguen mucho mayor impacto que muchas otras herramientas. El marketing viral es una técnica que evita las molestias de mensajes no deseados: impulsa a los usuarios de un producto servicio específico a contárselo a sus amigos. Esa es una recomendación boca a boca positiva. Una de las perspectivas más exitosas que se han encontrado a la hora de conseguir esa base de clientes es la estrategia llamada comunicaciones integradas de marketing.

## Historia y teoría de funcionamiento
Algunos afirman que el término marketing viral fue acuñado originalmente por el capitalista de riesgo Steve Jurvetson en 1997 para describir la práctica de varios servicios libres de correo electrónico (como Hotmail) de añadir su propia publicidad al correo saliente de sus usuarios; aunque el primero en escribir sobre este tipo de marketing viral fue el crítico Douglas Rushkoff en 1994 en su libro "Media Virus". La hipótesis es que si esa publicidad llega a un usuario "sensible" (es decir, interesado en el producto ofrecido por Hotmail, el correo gratuito), ese usuario "se infectará" (es decir, se dará de alta con una cuenta propia) y puede entonces seguir infectando a otros usuarios sensibles. Mientras cada usuario "infectado" envíe en promedio el correo a más de un usuario sensible, es decir que la tasa reproductiva básica sea mayor que 1, (el estándar en epidemiología para calificar algo como una epidemia), el número de usuarios infectados crecerá en forma exponencial.
Si cada usuario manda un correo electrónico a más de un usuario sensible, entonces en teoría la campaña durará eternamente, o por lo menos hasta que todos los usuarios sensibles hayan recibido el mensaje. Incluso si dicho mensaje no se envía con tanta frecuencia, seguirá siendo enviado muchas más veces de las que lo fue inicialmente. Por ejemplo, se considera una campaña que empieza enviando un mensaje a 100 usuarios. No todos ellos reenviarán el mensaje original, pero algunos de ellos quizá lo hagan. Este "algunos" puede ser comprobado mediante investigación de mercado; si se dice que resulta ser un 80%, y que cada uno de estos lo reenvía a tan solo un amigo. En ese caso, 80 personas recibirán un mensaje reenviado de "primera generación". De ahí, en cada generación siguiente los mensajes reenviados irán declinando más o menos de forma exponencial, de manera que cada una será menor que la anterior, de este modo:
80,
64,
51.2,
40.96,
32.768,
26.214,
20.971,
16.777,
13.421,
10.737.
Eventualmente la campaña se extinguirá. Puede investigarse la esperanza de vida de una campaña semejante, pueden generarse fórmulas más complejas para calcular la expansión real, pero esta es la forma más simple de trabajo para la mayoría de departamentos de marketing. Así que la campaña final habrá supuesto el coste de enviar el mensaje a esos 100 usuarios, y el resto (357 en este ejemplo concreto) serán usuarios que han recibido la campaña de marketing a través de métodos virales, normalmente sin coste para la compañía.
Evidentemente este es el caso para campañas con tasas de reproducción inferiores a 1. Si se supone una campaña con una tasa de reproducción mayor, es decir, cuando cada usuario que reenvía el mensaje lo hace a más de un amigo, de forma que el total de mensajes de cada generación es mayor que el de la generación anterior. En ese caso, la campaña tiene la capacidad teórica de continuar hasta que toda la población "sensible" haya recibido por lo menos una copia. El coste sería el mismo que antes, pero alcanzando un público muchísimo mayor.

## Tipos, métodos y barreras

### Tipos de campaña viral
- Pásalo: Un mensaje que alienta al usuario a pasarlo a otros. La forma más burda del mismo son las cadena de correo, que incluyen una petición al usuario a reenviar el mensaje. Son más efectivos los vídeoclips cortos con contenido humorístico, que la gente reenvía de forma espontánea. Muchos de ellos empiezan su vida como anuncios de TV, y circulan por Internet a través de boca a boca. La cantidad de gente que recibe el mensaje de esta forma suele ser mucho mayor que la de gente que vio el anuncio en su forma original.

- Viral incentivado: se ofrece una recompensa por reenviar el mensaje o por dar la dirección de correo de alguien. Es una forma de incrementar las posibles direcciones de envío de forma drástica. Sin embargo, es mucho más efectivo cuando la oferta requiere que un tercero haga algo. La mayoría de concursos en línea ofrecen más posibilidades de ganar por cada dirección que se aporte de un tercero; pero cuando se requiere que dicho tercero participe para que el primero consiga esa posibilidad extra de ganar, la probabilidad de que se produzca dicha participación es mucho mayor.

- Marketing encubierto: Un mensaje viral que se presenta como una página, actividad o noticia atractiva o inusual, sin referencias claras a poner un enlace o pasarlo. En el marketing encubierto no es inmediatamente aparente que se esté realizando una campaña de marketing. Se realiza un esfuerzo especial para que parezca que el descubrimiento es espontáneo e informal, para promover el comportamiento memético natural. "Pistas" en el mundo real, como grafitis que aparecen en ciudades con palabras clave virales, se usan de forma frecuente para impulsar a la gente a investigar el "misterio" mostrado. Esta puede ser la forma de marketing viral más difícil de identificar como tal, debido a la gran cantidad de contenido inusual e interesante que existe en Internet, especialmente porque las compañías intentan imitar el estilo y contenidos de sitios web amateurs y auténticos movimientos underground.

- Clubs de fanes o asociaciones amigas: suponen la traslación del fenómeno de «club de fans» de cantantes, actores o deportistas al mundo de las empresas o de alguno de sus productos. En esta estrategia algún usuario crea todo el entorno propio de un club de fanes (página web, foro en internet, canal de microblogueo, etc.) para comentar las promociones de la empresa/producto y atraer las críticas a la misma donde son "explicadas" y "justificadas". De esta forma se busca transmitir una imagen de que la información transmitida no proviene de la misma empresa (lo cual es especialmente valioso cuando se trata de justificar deficiencias en la empresa o explicar las condiciones ocultas en las campañas promocionales) sino de usuarios de la misma. Además, al atraer a personas a las que podría no llegar el mensaje publicitario (o darle menor credibilidad por venir de la empresa) se produce el efecto amplificador de otras estrategias de márquetin viral. En algunos casos se lleva a cabo por personas ajenas a la empresa, a las que ésta recompensa de forma directa o con promociones especiales y en otros por el mismo entorno de la empresa. Suele cuidarse mucho que no se puedan conocer los vínculos entre los "clubs de seguidores" y la propia empresa.

- Marketing del rumor: se entiende como tal a anuncios, noticias o mensajes que rozan los límites de lo apropiado o de buen gusto. La discusión de la controversia resultante genera publicidad en forma de rumores y boca a boca. Por ejemplo, antes de la comercialización de una película algunas estrellas de cine de Hollywood se casan, se divorcian, son arrestadas o se ven envueltas en alguna controversia que desvía la atención hacia ellas. Un supuesto ejemplo sería la campaña pública sobre el dudoso lío amoroso entre Tom Cruise y Katie Holmes que se propagó justo antes de que ambos acabaran una película.[7]

- Base de datos gestionada por el usuario: los usuarios crean y gestionan sus propias listas de contactos usando una base de datos ofrecida por un servicio en línea. Al invitar a otros miembros a participar en su comunidad, los usuarios están creando una cadena de contactos viral y autorreplicada que crece de forma natural y alienta a otros a registrarse. Ejemplos de servicios semejantes incluyen servicios de empresas de contactos como eCrush, servicios de contactos empresariales como Plaxo, y otras bases de datos sociales como Evite y Classmates.com.

- Influencers: juegan un papel crucial. Estos individuos, con grandes cantidades de seguidores en plataformas como Instagram, TikTok y YouTube, tienen la capacidad de llegar a audiencias específicas de manera auténtica y directa. Su influencia no solo se basa en el número de seguidores, sino en la relación de confianza que han construido con su comunidad, lo que les permite promocionar productos o servicios de una manera que resuena de forma genuina con sus fans. La clave del marketing viral es la emoción los contenidos que logran captar la atención son aquellos que tocan un aspecto emocional del espectador, ya sea humor, sorpresa o empatía. Los influencers, al ser percibidos como personas reales, pueden generar estos efectos de manera más efectiva que los anuncios tradicionales. Cuando un influencer comparte un producto o una experiencia, sus seguidores tienden a confiar en su recomendación, lo que puede llevar a un aumento exponencial en la visibilidad de una marca. Las campañas de marketing viral a menudo se basan en la creatividad, la originalidad y, sobre todo, la capacidad de provocar conversación. La viralidad no es solo cuestión de distribución masiva, sino de generar un efecto multiplicador donde los usuarios, inspirados por los influencers, comparten el contenido con su propio círculo social, ampliando así el alcance. En resumen, los influencers no solo son embajadores de marca, sino auténticos catalizadores de campañas virales que tienen el potencial de alcanzar millones de personas en cuestión de horas.

### Métodos de transmisión
La transmisión del marketing viral puede ocurrir de varias formas:
- Web a boca:[8] escribiendo en un formulario basado en web que convierte la información entrada en un mensaje de correo enviado a los destinatarios indicados. Por ejemplo, es frecuente en los sitios web de periódicos y agencias de noticias que se incluya en cada artículo un enlace para enviárselo a un amigo de forma automática. De esta forma se convierte toda la información en el artículo en un mensaje de correo.

- Email a boca: Un tipo muy común; consiste en el reenvío espontáneo de mensajes de correo, como bromas, pasatiempos y fotos "comprometidas".

- Boca a boca

- MI a boca: quizá la forma de transmisión con una mayor velocidad de crecimiento, consiste en el envío de hiperenlaces mediante programas de mensajería instantánea (MI, de Instant Messaging) como por ejemplo XMPP, AIM, ICQ, MSN, Yahoo o Google Talk. Este método es popular entre mucha gente joven, y es más probable que confíen en un enlace enviado por un amigo mediante MI que si el mismo amigo lo enviara por email.

- Premiar las referencias: A veces las compañías de marketing ofrecen recompensas por enviarles direcciones de usuarios, favoreciendo cualquiera de los métodos comentados anteriormente.

- Protocolo de comunicaciones: En radioafición, los operadores en cada lado de la conversación suelen intercambiar tarjetas tarjetas QSL. El protocolo de comunicaciones establece que cada persona enviará su información QSL a la otra. Si esa información incluye un intercambio de tarjetas QSL previas, entonces la base de direcciones del intercambio crecerá de forma exponencial.

- Bluetooth: El uso extendido de teléfonos móviles con soporte Bluetooth (lo que permite una comunicación gratuita entre los mismos) permite que se transmita de forma viral entre terminales todo tipo de contenidos, incluyendo vídeos promocionales.

### Barreras para elmarketingviral
- Tamaño: si el contenido viral es un videoclip o un fragmento de vídeo, puede ser demasiado grande para que lo reciba el destinatario. Sin embargo, las nuevas tecnologías están eliminando ese problema, a medida que las conexiones de Internet se hacen más rápidas y las direcciones de correo pueden contener cada vez más datos.

- Formato del medio: una campaña de marketing viral no tendrá éxito si el mensaje está en un formato que la mayoría de gente no pueda usar; por ejemplo, si se usa un software en concreto que no sea de uso generalizado.

- Fichero anexado de correo: mucha gente recibe marketing viral mientras está en la oficina, y el software antivirus o el firewall de la compañía pueden interceptarlos y evitar que se reciban.

- Sistema de referenciación farragoso: para que una campaña viral tenga éxito, debe ser sencilla de usar. Por ejemplo, si la promoción es algún tipo de juego o competición, pedir que se introduzca una dirección de correo de una tercera persona debe ser una opción al acabar de jugar, no una condición previa para poder hacerlo.

- Sabotaje: El descubrimiento de la naturaleza mercantil de una campaña popular puede hacer que las redes sociales empleadas pasen a informar a la gente de dicha intención comercial, promoviendo un boicot formal o informal contra la compañía o producto en cuestión, especialmente en el caso de campañas de marketing encubierto.
- Publicidad engañosa: Utiliza información falsa, incorrecta o deshonesta sobre un producto o servicio con el fin de atraer fácilmente a los consumidores y concretar ventas mediante esta práctica. Puede darse por la omisión de información importante, hacer que el consumidor malinterprete la información y puede ser exagerada. Puede orillar a los consumidores a tomar decisiones basadas en información falsa o sin fundamentos. Hacer uso de esta técnica es considerado un delito que puede sancionarse con multas o pena de prisión. Como ejemplos, una oferta de suscripción gratuita que no lo es y no se especifican condiciones de la suscripción o suplementos alimenticios que prometen resultados en tiempos inalcanzables.

## Ejemplos de Marketing viral
- MC DONALDS
- Amo a Laura  de MTV España[9]
- Gmail de Google
- Will it blend? Campaña de marketing viral de la marca Blendtec.
- Campaña publicitaria de Halo 2 (con la web ilovebees.com) y Halo 3 (servidores Iris).
- Campaña publicitaria para el disco Year Zero de la banda norteamericana Nine Inch Nails.
- La campaña de Rodolfo Chikilicuatre, Chiki-Chiki y TVE.
- La oferta de empleo como "Aficionado Profesional de Fernando Alonso", de ING Direct, y sus cientos de candidaturas.
- Campaña Llevate un coche por 13.000 pepinos o pavos
- Poetas huevos de Huevocartoon; México.
- Keloflipas; de PortAventura World
- El Gorila de Cadbury Adams
- "First Kiss" de Tatia Pilieva[10]
- Elimina un amigo y gana un Whopper, Burger King (aplicación en la red social Facebook)
- Sony utilizó también el marketing viral haciendo correr el rumor de una muerte entre dos compradores peleándose por la última unidad de PlayStation3 el día de su lanzamiento (Microsoft "respondió" a Sony mediante otro anuncio viral en el cual afirmaba que un camión lleno de XBox había sido secuestrado mientras se dirigía a Londres).
- El grupo alemán de Tanz Metal, Rammstein, lanzó en agosto de 2009 el portal de marketing viral "Liebe ist für alle da" (El amor está ahí para todos), conocido simplemente como LIFAD, con enlaces a redes sociales como Facebook y Twitter, como parte de la campaña publicitaria y promocional de su último disco, lanzado en octubre de 2009.
- Ice Bucket Challenge: Campaña viral que recaudó más de 220 millones para la investigación sobre la ELA, combinando entretenimiento y propósito social.[11]